# Liés par le crime
Pour les articles homonymes, voir Partners in Crime.
Liés par le crime (Partners in Crime) est un téléfilm américain réalisé par Jennifer Warren et diffusé en 2000.

## Fiche technique
- Titre original : Partners in Crime
- Réalisateur : Jennifer Warren
- Scénario : Brett Lewis
- Musique : Larry Seymour
- Durée : 90 min
- Pays :  États-Unis

## Distribution
- Rutger Hauer : Gene Reardon
- Paulina Porizkova : Wallis Longsworth
- Geoff Hansen : Philip Weems
- Andrew Dolan : Lloyd Dyer
- Frank Gerrish : Buster Cummings
- Dalin Christiansen : Mike Pelton
- Sarah Ashley : Stacey Reardon
- Amy Van Nostrand : Mrs. Weems
- Kristin Kahle : Diane Fowler
- Michael Flynn : Matt Wheeler